# چشمان بزرگ
چشمان بزرگ (انگلیسی: Big Eyes) فیلمی در ژانر زندگینامه‌ای و درام محصول ۲۰۱۴ آمریکا به کارگردانی تیم برتون است. از بازیگران آن می‌توان به ایمی آدامز، کریستف والتس، دنی هوستون، کریستن ریتر و ترنس استامپ اشاره کرد. در این فیلم، اِیمی آدامز در نقش مارگارت کین، و کریستوف والتس در نقش والتر کین بازی می‌کنند، و ترنس استمپ هم نقش یک منتقد هنریِ مشهور در شهر نیویورک به نام جان کانادی را ایفا می‌کند.

## داستان
داستان فیلم ماجرای حقیقی کلاهبرداری هنریِ بزرگی است که در دههٔ ۱۹۶۰ در آمریکا روی داد و افشای آن سال‌ها بعد، بسیاری را به حیرت واداشت. در آن زمان، تابلوهای نقاشی والتر کین از کودکان سرراهی، با چشمان بزرگ و اشک‌آلودشان، در میان منتقدان واکنش‌های منفی به دنبال داشت، اما استقبال عمومی از آنها بسیار خوب بود و والتر کین از محل فروش آن تابلوها به ثروت کلانی رسید. سال‌ها بعد، برملا شد که این تابلوها را نه والتر کین، بلکه همسرش مارگارت کین کشیده است و این زوج آنها را به اعتبار نام والتر کین فروخته‌اند.